# Piano-Rag-Music
Piano-Rag-Music è una composizione per pianoforte di Igor' Fëdorovič Stravinskij del 1919.

## Storia
Subito dopo la prima guerra mondiale in Europa si diffuse velocemente la musica jazz. Stravinskij la scoprì da alcune partiture musicali che Ernest Ansermet, direttore d'orchestra suo amico, aveva portato dagli Stati Uniti; egli ne fu subito attratto e si fece spedire dell'altro materiale musicale dall'America. Queste composizioni lo affascinarono per l'aspetto popolare e per la ritmica innovativa. Dopo aver composto, sull'onda di questo nuovo interesse, il Ragtime per 11 strumenti nel 1918, Stravinskij scrisse un'opera per pianoforte pensando alla grande abilità pianistica di Arthur Rubinstein. Il Piano Rag-music fu composto a Morges e terminato il 28 giugno 1919. Nonostante la dedica a Rubinstein, il grande pianista non lo incluse mai nel suo repertorio e alla prima, avvenuta a Losanna l'otto novembre 1919 al Téâtre Municipal, la composizione fu eseguita da José Iturbi.
(Gildo De Stefano)

## Analisi
Se nel suo primo periodo il folclore russo era stato una fonte di ispirazione utilizzata in molteplici aspetti, ora, per Stravinskij, lo stesso avviene con la musica jazz i cui moduli ritmici vengono adoperati e rielaborati in totale libertà creativa. Stravinskij in questo suo Piano rag music unisce gli elementi del suo periodo russo (ostinati, accenti mutevoli, combinazioni politonali, cambi di tempo) con frammenti ritmici e armonici del jazz (ritmo sincopato, spostamenti d'accento). Il metro irregolare conferisce al pezzo un carattere simile all'improvvisazione. Il ritmo qui va al di là di un aspetto esclusivamente dinamico e raggiunge una vera e propria funzionalità espressiva, inoltre gli elementi tipici della musica jazz vengono modificati, contorti, sfaldati e poi riassimilati da Stravinskij nel suo personalissimo linguaggio.